# Resident Evil 7: Biohazard
Resident Evil 7: Biohazard, conosciuto in Giappone con il titolo di Biohazard 7: Resident Evil (バイオハザード7 レジデント イービル?, Baiohazādo 7: Rejidento Ībiru), è un videogioco survival horror sviluppato e pubblicato dalla casa di sviluppo giapponese Capcom per Microsoft Windows, PlayStation 4, Xbox One, Nintendo Switch, Amazon Luna, Google Stadia, MacOS e iOS (solo 15 Pro, 15 Pro Max, 16, 16 Pro, 16 Pro Max, 16e). Il gioco è il nono capitolo della serie principale Resident Evil, e il primo con una prospettiva in prima persona, oltre i tre spin-off sparatutto su binari della serie Gun Survivor.
Il gioco è stato annunciato il 14 giugno 2016 durante la presentazione Sony all'E3 2016. Più tardi quel giorno, un teaser giocabile, Resident Evil 7 Teaser: The Beginning Hour, è stato pubblicato sul PlayStation Store e reso disponibile esclusivamente agli abbonati PlayStation Plus. Capcom ha in seguito chiarito che il teaser aveva lo scopo di mostrare la direzione che il team di sviluppo stava prendendo e che non sarebbe stata una parte del gioco finale. Resident Evil 7: Biohazard è compatibile in esclusiva temporale con PlayStation VR che durerà per 12 mesi. Il 12 dicembre 2017 è stata pubblicata una nuova versione, Resident Evil 7: Biohazard - Gold Edition, che include tutti i contenuti scaricabili.

## Trama

Logo della Umbrella Corporation, antagonista principale della serie

Il titolo è ambientato a Dulvey Parish, in Louisiana, nel sud degli Stati Uniti, e inizia col protagonista, Ethan Winters, in viaggio verso lo Stato per indagare sull'origine di un messaggio, con un indirizzo in allegato, ricevuto dalla moglie Mia, data per morta da tre anni, che invita il marito a venire a prenderla. Il protagonista, nonostante i dubbi, arriva nel luogo dell'incontro, una casa fatiscente e apparentemente abbandonata che il giocatore può esplorare liberamente; nella casa è presente un passaggio nascosto che conduce allo scantinato, dove è imprigionata la moglie di Ethan. Mentre i due fuggono insieme, Ethan perde di vista Mia, che poco dopo lo attaccherà dando inizio a un combattimento in cui verrà sopraffatta da Ethan. Poco dopo lo chiama Zoe, una ragazza che gli intima di scappare dalla casa. Dopo un nuovo attacco da parte di Mia, Ethan perderà i sensi a causa dell'aggressione di uno sconosciuto. Verrà quindi rivelato che la casa è in realtà abitata dalla famiglia Baker, di cui fa parte anche Zoe, che, vittima degli effetti della tossina di un fungo, il mutamicete, che ne ha aumentato la forza e l'aggressività inducendola alla follia e rendendola apparentemente immortale, imprigiona la coppia.
Ethan si risveglia a un macabro banchetto, legato a una sedia e stordito, approfittando dell'assenza della famiglia per liberarsi. Viene da subito braccato da Jack Baker, il capofamiglia, ma riesce apparentemente a ucciderlo nel garage. Ethan riceve una nuova chiamata da Zoe, la quale gli rivela che lei è la figlia di Jack e gli dice che per uscire dalla casa deve trovare tre teste di cane per sbloccare la porta; dopo aver trovato le prime due, Jack, sopravvissuto, attacca di nuovo Ethan nella stanza delle dissezioni ma viene fatto esplodere con una motosega dal protagonista.
Ethan sblocca la porta della casa principale e accede al giardino, raggiungendo una roulotte. Qui Zoe lo chiama per dirgli che esiste una cura alla tossina che ha infettato i Baker che richiede un siero creato miscelando una testa, che Zoe già possiede, e un braccio. Zoe lo avverte inoltre che sua madre Marguerite ha imprigionato Mia nella vecchia casa e che lo sta cercando. Ethan si dirige alla vecchia casa sulla palude e affronta Marguerite, che però poco dopo muta in un ragno umanoide, distruggendola definitivamente alla serra della villa. Tornato alla vecchia casa, Ethan trova il braccio e lo porta alla roulotte, dove però riceve una chiamata dal fratello di Zoe, Lucas, che afferma di aver rapito Zoe e Mia e che per rivederle Ethan deve partecipare a un folle gioco nell'area test, ma che per accedere a quest'ultima deve trovare due schede blu e rossa. Mentre le cerca, trova una cassetta in cui il cameraman di un gruppo di investigazione paranormale chiamato Sewer Gators, Clancy Javis, viene portato nell'area test di Lucas e viene sottoposto al gioco, finendo carbonizzato. Ethan raggiunge l'area test e, imbrogliando al gioco, sopravvive e raggiunge Zoe e Mia oltre il molo sulla palude.
Zoe prepara due sieri con la testa e il braccio, ma vengono attaccati da una forma completamente mutata e irriconoscibile di Jack Baker. Per fermarlo definitivamente, Ethan è costretto a usare uno dei due sieri su di lui, dovendo poi scegliere se iniettare l'altro siero a Zoe o a Mia. Da questa scelta deriva il finale del gioco.
Salito su una barca, Ethan percorre il bayou fino al relitto di una nave. Qui viene attaccato da una melma scura misteriosa e viene ritrovato da Mia (risvegliatasi all'esterno della nave) incosciente, ma viene portato via dalla sostanza. Mia entra nel relitto e ha delle allucinazioni di una ragazzina, che le dice di guardare una cassetta per ricordare il suo passato: Mia era un soldato sotto copertura che, assieme al collega Alan, aveva il compito di dare la caccia a un'arma biologica con le sembianze di una ragazzina chiamata Eveline, un parassita in forma umana in grado di infettare le persone e controllarne la mente; molti vengono sopraffatti da Eveline e si trasformano in creature deformi e ostili dette micomorfi o micotici, che la vedono come la loro "madre", ma altri sono biologicamente in grado di resistere alla trasformazione, anche se mentalmente piegati a Eveline. Eveline desidera una casa e una famiglia e vuole che Mia sia sua madre. Mia inizialmente acconsente e Eveline fugge, uccidendo Alan e infettando Mia, facendo anche affondare la nave. Tornati nel presente, Mia nega a Eveline di essere sua madre, trova Ethan al livello inferiore della nave e lo libera.
Ethan va a uccidere Eveline alle miniere di Dulvey e prepara la Necrotossina-E, unica sostanza in grado di contrastare gli effetti del mutamicete e uccidere Eveline, con dei campioni biologici di Eveline datigli da Mia alla nave, venendo poi attaccato dai micomorfi di Eveline. Sopravvissuto, Ethan percorre le miniere fino a una porta che conduce alla casa degli ospiti dei Baker (ambientazione iniziale del gioco), dove cade vittima delle allucinazioni del parassita. Ethan riesce infine a iniettare la necrotossina a Eveline e quest'ultima rivela le sue sembianze attuali: un'anziana donna su sedia a rotelle che si trasforma in una pianta carnivora gigante. Ethan riesce a danneggiare Eveline con una pistola lanciatagli da un elicottero, uccidendola. Ethan viene soccorso da Chris Redfield, veterano della lotta al bioterrorismo che ora lavora per la Blue Umbrella, la ex Umbrella Corporation che ora si dedica al bene della società.

### Finale buono
Finale ottenibile se si sceglie di curare Mia invece di Zoe quando richiesto.
Dopo essersi allontanato in barca con Mia, la coppia viene attaccata dalla melma scura. Dopo aver trovato Ethan, Mia lo libera dalla melma poco prima di venire posseduta da Eveline. Dopo aver ucciso Eveline, Ethan e Mia vengono salvati da Chris Redfield e hanno intenzione di ricominciare una vita assieme.

### Finale cattivo
Finale ottenibile se si sceglie di curare Zoe invece di Mia quando richiesto.
Dopo essersi allontanato in barca con Zoe, quest'ultima viene attaccata da Eveline ma, non avendo gli anticorpi necessari per resistere alla possessione, viene trasformata in pietra. Dopo essere stato salvato da Mia, quest'ultima non resiste abbastanza a lungo senza siero e viene posseduta da Eveline, venendo successivamente uccisa con una barra di ferro da Ethan. Dopo aver ucciso Eveline, Ethan viene salvato da Chris e caricato su un elicottero, da dove getta il cellulare con il video di Mia in cui gli chiedeva di venirla a prendere.

### Nessun eroe
Nel DLC Nessun eroe, ambientato dopo gli eventi del gioco base, Chris Redfield dà la caccia a Lucas Baker nelle miniere collegate a casa Baker, dopo che questo avrà preso in ostaggio alcuni membri della BSAA.
Dopo aver trovato un soldato, Lucas lo fa esplodere con una bomba adesiva telecomandata e attacca la stessa bomba sul braccio di Redfield, intimandogli di lasciarlo in pace. Chris parte alla ricerca degli altri soldati e cerca di salvarli, fallendo però nel tentativo, mentre Lucas attiva il timer della bomba che aveva precedentemente attaccato al braccio di Chris. Chris riesce però a disattivare la bomba raffreddandola con dell'azoto liquido. Chris entra quindi nella talpa meccanica situata nella caverna centrale, ma Lucas incendia l'area della talpa. Chris riesce a sfuggire alla morte attraverso una botola e raggiunge un laboratorio dove trova Lucas, che ora lo crede morto. Dopo aver sparato a Lucas, quest'ultimo muta in un enorme mostro e i due intraprendono un violento scontro al termine del quale Chris uccide definitivamente Lucas, per poi tornare al campo base della BSAA.

### La fine di Zoe
Nel DLC La fine di Zoe, ambientato qualche settimana dopo Nessun eroe, verrà rivelato cosa è accaduto a Zoe Baker. Il giocatore vestirà i panni di Joe Baker, un pugile professionista, fratello di Jack e zio di Zoe. Il DLC si basa sul finale buono del gioco principale, quando Ethan sceglie di curare Mia al posto di Zoe.
A causa della mutazione del mutamicete Zoe si trasforma in pietra e viene trovata da due soldati della BSAA, i quali a loro volta vengono sorpresi e messi al tappeto da Joe. Interrogando uno dei due soldati, Joe apprende quanto accaduto alla ragazza settimane prima e che per salvarla è necessario un antidoto, la Necrotossina-E, attualmente nelle mani di un soldato. Joe trova l'antidoto, che però non è sufficiente per curare Zoe. Il soldato dice a Joe che è possibile crearne un altro, ma proprio allora irrompe una creatura mostruosa che uccide il soldato e rapisce Zoe. Joe segue le tracce del mostro e trova il nuovo antidoto, ma viene attaccato dal mostro, di cui apparentemente si libera uccidendolo. Prima che Joe possa iniettare l'antidoto a Zoe, il redivivo mostro della palude la rapisce nuovamente. Joe la ritrova, ma viene attaccato dal mostro che scopre essere suo fratello Jack, padre della stessa Zoe, che la porta alla vecchia casa dei Baker. Joe riesce infine a uccidere Jack e viene trovato e portato in un'area sicura da Chris Redfield assieme a Zoe. Ethan Winters chiama per telefono la ragazza, informandola che è riuscito a scappare con Mia dalle mostruosità di Dulvey e che non l'ha mai abbandonata.

## Personaggi
Ethan Winters
Protagonista di questo capitolo della saga, Ethan è alla ricerca di Mia, sua moglie data per morta circa tre anni prima, dalla quale arriva uno strano videomessaggio che mette l'uomo sulle sue ricerche. Giunto presso una vecchia tenuta però, Ethan si ritrova prigioniero dei Baker, una famiglia di sadici mutanti che cercano di trasformare Ethan a sua volta, o di ucciderlo.
Mia Winters
Moglie di Ethan, Mia è una reporter data per morta da circa tre anni. Tuttavia, la donna è viva e invia al marito un messaggio in cui invita quest'ultimo a non provare a cercarla per nessun motivo. Ma l'avvertimento di Mia viene ignorato ed è presto raggiunta da Ethan, che la ritrova ostaggio della famiglia Baker, nonché apparentemente impazzita a sua volta.
Jack Baker
Il patriarca della famiglia Baker. È un ex Marine che vive insieme alla sua famiglia presso una vecchia villa fatiscente isolata nei pressi di una palude, sequestrando e spesso uccidendo le persone che hanno la sfortuna di imbattersi in loro. La mutazione di Jack lo rende molto più forte e resistente di una normale persona, è particolarmente violento e durante i suoi attacchi è molto brutale.
Marguerite Baker
La matrona della famiglia Baker, moglie di Jack e madre di Lucas e Zoe. Marguerite ha un forte senso di dedizione verso la sua famiglia, tale da risultare ossessivo. Cerca spesso a tutti i costi di trasformare coloro che finiscono nelle grinfie dei Baker in nuovi membri della famiglia conferendo loro il cosiddetto "Dono", ovvero ciò che rende i Baker apparentemente invulnerabili. Marguerite ha la capacità di generare insetti di vario tipo e controllarli a suo piacimento.
Lucas Baker
Figlio maggiore e membro della famiglia Baker, Lucas è un giovane tanto indolente e arrogante quanto geniale. Ha un forte acume per l'ingegneria meccanica e utilizza questo suo talento per lo più per sottoporre a sadici esperimenti coloro che vengono rapiti da lui. Pur avendo il "Dono", Lucas non mostra particolari segni di mutazione, diversamente dai suoi genitori, ma non per questo è meno pericoloso.
Zoe Baker
Figlia minore della famiglia Baker, Zoe sembra essere l'unica ad essere rimasta lucida dopo la mutazione dei suoi familiari e non prende parte alle loro terrificanti attività. Vive nascosta nelle vicinanze della sua abitazione, in cerca di una cura per il "Dono" dal quale è rimasta tuttavia contaminata. È Zoe ad aiutare Ethan durante la sua prigionia, dandogli indicazioni su come scappare via.
La nonna
Altro membro della famiglia Baker, è una donna molto anziana costretta su una sedia a rotelle, quasi del tutto paralizzata, incapace di comunicare e a malapena cosciente. Non è raro che Ethan incontri la donna in giro per la villa, ferma in un punto ma tuttavia capace di seguire l'uomo con lo sguardo.
Eveline
Una misteriosa ragazzina che vive nascosta insieme alla famiglia Baker. Eveline è un'arma biochimica precedentemente sotto il controllo del governo, sfuggita dalla custodia di quest'ultimo per poi giungere presso i Baker, sui quali ha preso il sopravvento trasformandoli con il suo "Dono", generato da una sostanza da lei prodotta chiamata mutamicete. Eveline è molto instabile, e la sua ossessione di ottenere una famiglia ("creata" attraverso i Baker) la rende estremamente pericolosa.
Alan Droney
Collega di Mia Winters, è un soldato sotto copertura e insieme a Mia aveva il compito di scortare Eveline presso una destinazione segreta. L'imprevedibilità della ragazzina porta però al naufragio della nave sulla quale viaggiavano, rivelandosi fatale per l'uomo.
Chris Redfield
Sempre al servizio della B.S.A.A., Chris è in missione presso la villa dei Baker al seguito della scoperta del relitto dell'imbarcazione sulla quale viaggiava Eveline. È protagonista del DLC Nessun Eroe.
Joe Baker
Il protagonista del DLC End of Zoe. Fratello maggiore di Jack Baker, Joe va in soccorso a sua nipote Zoe appena scopre che lei è in pericolo. L'uomo vive in una baita ai margini della palude dove si trova la vecchia villa di famiglia, vanta un passato di pugile professionista ed è pertanto molto abile nella lotta corpo a corpo, ed essendo abituato a vivere come un eremita in mezzo alla natura, Joe è inoltre esperto di diverse tecniche di sopravvivenza.
Clancy Javis
Protagonista dei DLC La Stanza, Incubo e Ventuno. Clancy è il cameraman di una troupe televisiva che conduce un programma dedicato al paranormale, introdottisi nella villa dei Baker, apparentemente disabitata, per poi ritrovarsi intrappolati in essa. Nei DLC Clancy è apparentemente l'unico superstite, e si ritrova ad affrontare i molteplici supplizi che gli infligge la famiglia Baker.

## Modalità di gioco

Il protagonista Ethan Winters nel salotto della casa principale dei Baker mentre brandisce una pistola. L'HUD visualizza in basso a destra le munizioni per l'arma equipaggiata, tra cui quelle attualmente presenti nel caricatore (in verde) e quelle residue (in bianco) e al centro dello schermo un'icona di interazione ambientale

Il gioco è uno sparatutto in prima persona e survival horror e il giocatore controlla Ethan Winters, un civile con scarse abilità di combattimento che tuttavia è in grado di utilizzare armi come pistole, fucili a pompa, lanciafiamme, esplosivi e motoseghe contro i residenti della tenuta, la famiglia Baker, nonché contro creature fungine umanoidi conosciute come molded, micomorfi o micotici. Varie sezioni del gioco vengono trascorse risolvendo enigmi e combattendo contro i nemici che, se impegnati in combattimento, possono venire solo temporaneamente storditi. Questi combattimenti sono però evitabili per mezzo di furtività o scappando. Durante i combattimenti è possibile attivare la guardia per parare gli attacchi e ridurre il danno subìto. Alcune armi sono disponibili esclusivamente durante alcuni combattimenti.

L'indicatore della salute è mostrato sotto forma di elettrocardiogramma. A colori diversi corrispondono stati diversi della salute: verde indica lo stato normale, arancione indica che si sono subìti dei danni, rosso indica il pericolo di morte e viola indica l'avvelenamento

Alcuni oggetti possono essere combinati tra loro al fine di crearne un terzo: per esempio, con il fluido chimico, se combinato con dell'erba o della polvere da sparo, è possibile generare rispettivamente una soluzione medica (che permette di ripristinare parzialmente la salute) o delle munizioni per le armi; con il fluido chimico forte, invece, se combinato con l'erba o la polvere da sparo o i proiettili, è possibile creare rispettivamente una soluzione medica forte (che ripristina totalmente la salute), munizioni esplosive o proiettili potenziati, che infliggono maggiori danni ai nemici. Gli oggetti finali possono essere "separati", per mezzo di un agente separatore, nei componenti iniziali.
È possibile ampliare l'inventario raccogliendo alcuni zaini sparsi per le ambientazioni di gioco. Se non c'è abbastanza spazio nell'inventario per un oggetto, è possibile depositarlo in delle casse e recuperarlo in qualsiasi momento. Il giocatore può trovare delle "monete antiche" con inciso un simbolo di pellicano che possono essere usate come gettoni per sbloccare delle armi o degli steroidi, che aumentano la salute massima e la velocità.
Nell'espansione Nessun eroe il protagonista Chris Redfield può colpire i nemici con i pugni dopo averli storditi con i colpi delle armi; invece, nell'espansione La fine di Zoe, il protagonista Joe Baker può abbattere furtivamente i nemici alle spalle o pestarli dopo averli atterrati in combattimento.

## Doppiaggio
Di seguito sono riportati i doppiatori che hanno prestato la voce ai personaggi del videogioco:
| Personaggio       | Doppiatore         | Doppiatore         | Doppiatore         |
| ----------------- | ------------------ | ------------------ | ------------------ |
| Ethan Winters     | Todd Soley         | Hidenobu Kiuchi    | Renato Novara      |
| Mia Winters       | Katie O'Hagan      | Akari Higuchi      | Katia Sorrentino   |
| Zoe Baker         | Giselle Gilbert    | Yū Kobayashi       | Ludovica De Caro   |
| Jack Baker        | Jack Brand         | Kazuhiro Yamaji    | Oliviero Corbetta  |
| Marguerite Baker  | Sara Coates        | Maki Izawa         | Marina Thovez      |
| Lucas Baker       | Jesse Pimentel     | Setsuji Satō       | Alessandro Capra   |
| Joe Baker         | Gage Maverick      | Kōsei Hirota       | Gianni Quillico    |
| Eveline "anziana" | Patricia McNeely   | Yuri Tabata        | Elisabetta Cesone  |
| Eveline "giovane" | Paula Rhodes       | Sumire Morohoshi   | Annalisa Usai      |
| Chris Redfield    | David Vaughn       | Hiroki Tōchi       | Claudio Moneta     |
| Alan Droney       | Kip Pardue         | Kiyomitsu Mizuuchi | Marco Benedetti    |
| Clancy Jarvis     | Tony Vogel         | Yū Seki            | Alessandro Germano |
| Peter Walken      | Robert Vastal      | Koji Ochiai        | Davide Fumagalli   |
| Andre Stickland   | Christopher Ashman | Tomoyuki Shimura   | Francesco Mei      |
| David Anderson    | Hari Williams      | Minoru Kawai       | Matteo De Mojana   |
| Veronica          | Caroline Bloom     |                    | Beatrice Caggiula  |
| Hoffman           |                    |                    | Lorenzo Scattorin  |
| Soldato 1         | John Sutton        |                    | Alessandro Zurla   |
| Soldato 2         | Mike Tarnofsky     |                    | Mario Scarabelli   |
| Soldato Marquez   |                    |                    | Alessandro Conte   |

## Colonna sonora
La colonna sonora del gioco è stata realizzata da Akiyuki Morimoto, Miwako Chinone, Satoshi Hori (questi primi compositori di Capcom), Cris Velasco e Brian D'Oliveira ed è stata pubblicata il 24 gennaio 2017 in formato digitale.

## Sviluppo

Logo del RE Engine, motore grafico utilizzato da Capcom per il gioco

Lo sviluppo del gioco è iniziato nel febbraio 2014, due anni dopo l'uscita di Resident Evil 6. Dopo le critiche riscosse da quest'ultimo, accusato di essere troppo orientato all'azione, Capcom, ispirandosi al film del 1981 La casa, ha preferito concentrarsi maggiormente sulla tensione e ha scelto di usare una prospettiva in prima persona per lasciar immergere il giocatore in un'atmosfera orrorifica e per far tornare la serie alle sue origini di survival horror.
Resident Evil 7: Biohazard utilizza il motore grafico RE Engine, sviluppato da Capcom. Capcom ha preso in considerazione l'idea di realizzare una versione in realtà virtuale del titolo, iniziandone lo sviluppo nell'ottobre 2015, per il quale è stato creato un team separato. Un anno prima dell'annuncio ufficiale del gioco, Capcom ha presentato all'Electronic Entertainment Expo 2015 una demo in prima persona per PlayStation VR a tema horror, KI7CHEN, realizzata con il RE Engine. Questa demo è stata usata per valutare le effettive capacità del RE Engine in realtà virtuale (nonostante il gioco fosse in sviluppo da un anno a questa parte). Al momento della rivelazione ufficiale del gioco, lo sviluppo di quest'ultimo era completo al 65% circa.
Il gioco è stato diretto da Koshi Nakanishi, precedentemente direttore di Resident Evil: Revelations, accompagnato da una squadra di sviluppo di circa 120 dipendenti. Richard Pearsey, scrittore dei due pacchetti di espansione di F.E.A.R. e uno dei designer narrativi di Spec Ops: The Line, ha scritto la trama del gioco. Alcuni modelli di micomorfi, nemici presenti nel gioco, sono stati inizialmente creati in forma fisica da truccatori, per poi essere scansionati tramite fotogrammetria; tale tecnologia si è rivelata utile per realizzare la maggior parte delle risorse del gioco, ma ha creato problemi nella realizzazione dell'ambientazione paludosa della Louisiana, che ha richiesto a Capcom un lavoro manuale. Mentre la seconda espansione del gioco, La fine di Zoe, è stata sviluppata da Capcom, la prima, Nessun eroe, è stata sviluppata da HexaDrive.
Per rispettare le norme previste da Computer Entertainment Rating Organization (CERO), ente che si occupa della classificazione in base all'età dei videogiochi in Giappone, la versione giapponese del gioco è stata parzialmente censurata e i ritocchi riguardano essenzialmente l'agente federale David Anderson: nella versione occidentale, quando Ethan apre il frigorifero nella roulotte fuori dalla casa principale dei Baker per accedere all'area test, trova la testa decapitata di Anderson, mentre nella versione giapponese questo elemento è stato sostituito da una fotografia dell'agente; analogamente è stato fatto per la scena in cui Ethan deve inserire la mano nel cadavere dell'agente per prendere la chiave serpente per proseguire nel gioco. In Giappone è stata pubblicata una Grotesque Version del gioco, che ha ottenuto la classificazione "Z" da CERO poiché esclude le censure presenti nella versione normale giapponese (che invece ha ottenuto la classificazione "D").

## Distribuzione

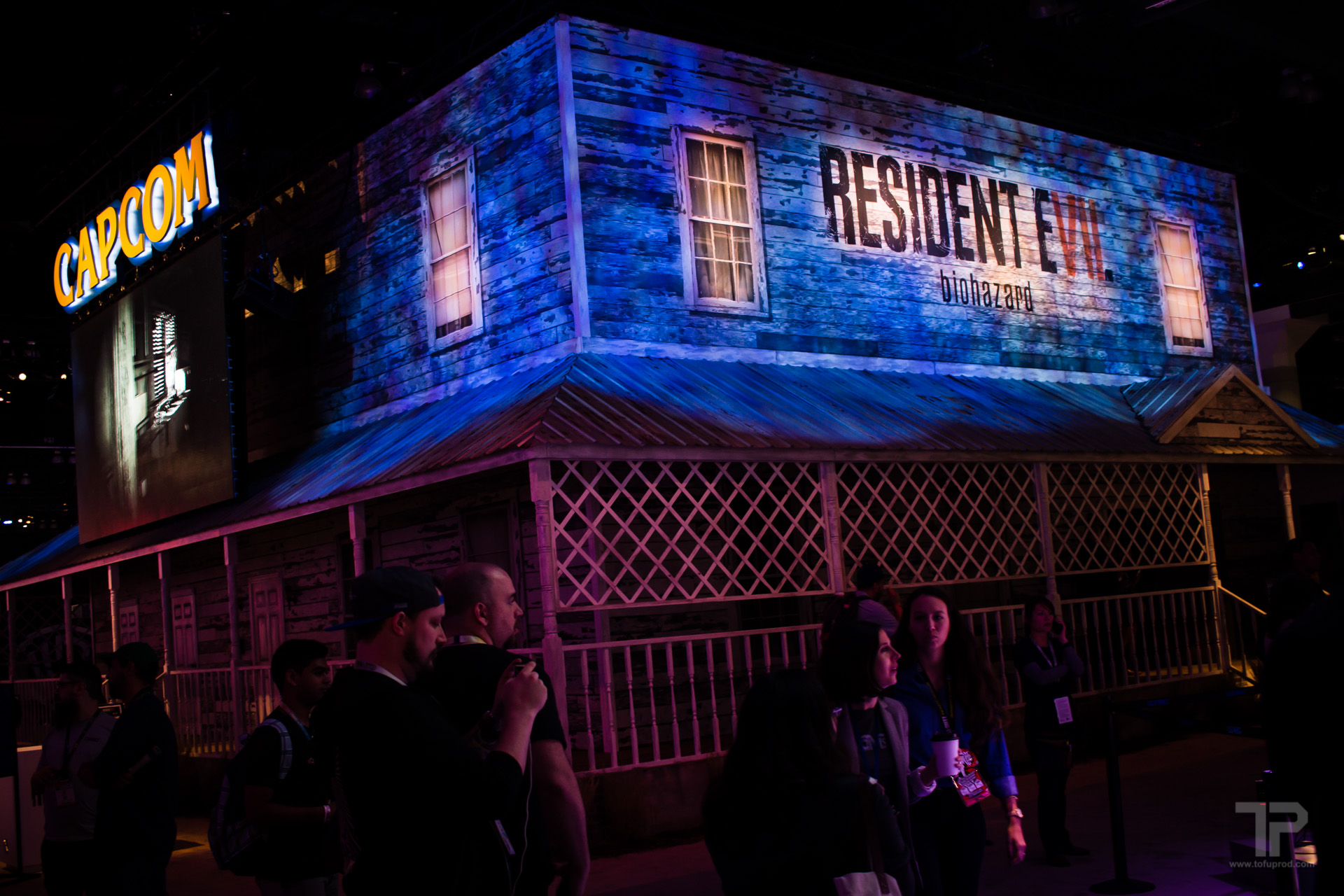
Riproduzione di casa Baker all'E3 2016

A ottobre 2016 Capcom ha pubblicato The World of Resident Evil 7, una serie di filmati in cui gli sviluppatori parodiano e ironizzano su alcuni contenuti del gioco, che sarebbe poi uscito a gennaio 2017. Se acquistato su PC tramite Windows Store o da Rete Xbox, è possibile giocare al gioco su entrambe le piattaforme mediante il programma Xbox Play Anywhere e ciò lo rende il primo videogioco di un'azienda terza riproducibile attraverso tale programma. Nel novembre 2016 è stata inoltre confermata una funzione di salvataggio intermedio tra Xbox One e Microsoft Windows.
Capcom ha collaborato con la società statunitense di marketing iam8bit per produrre un'escape room, Resident Evil Escape Room Experience, evento tenutosi all'Echo Park di Los Angeles in cui gruppi composti da sei partecipanti vengono guidati da dei dipendenti dell'Umbrella Corporation attraverso una serie di stanze dove risolvere enigmi per poter scappare. Un evento simile si è tenuto a Londra in concomitanza con l'uscita del gioco.
Una Collector's Edition esclusiva di GameStop includeva un carillon con la forma di villa Baker che riproduce la melodia di Go Tell Aunt Rhody, una chiave USB da 4 GB a forma di manichino contenuta in una scatola di cassette VHS, una custodia SteelBook contenente il gioco, una litografia della famiglia Baker e una nota; una versione britannica, che tuttavia non includeva il carillon, ha aggiunto anche un artbook chiamato Survival Pack: Action Set e una riproduzione della casa principale dei Baker. I preordini statunitensi su PlayStation 4 e Xbox One includevano un codice per l'installazione gratuita del film Resident Evil: Retribution del 2012. Una candela 4D con il profumo della residenza dei Baker è stata realizzata per migliorare l'esperienza di gioco in realtà virtuale.
Il gioco è stato pubblicato per Microsoft Windows, PlayStation 4 e Xbox One in Nordamerica, Europa e Oceania il 24 gennaio 2017 e in Giappone il 26 gennaio; è inoltre uscito in accesso anticipato come titolo di lancio di Amazon Luna e Google Stadia rispettivamente il 20 ottobre 2020 e il 1º aprile 2021. Per un anno dalla sua uscita, la versione del gioco in realtà virtuale rimarrà un'esclusiva PlayStation VR. Il gioco ha presto creato attorno a sé una comunità di 4 700 000 giocatori, dei quali 750 000 giocano in realtà virtuale, da tutto il mondo. La versione Windows del gioco è stata protetta per cinque giorni dall'uscita dal software antipirateria Denuvo, ma il programma è stato violato. Una versione cloud per Nintendo Switch, intitolata Biohazard 7: Resident Evil Cloud Version, è stata distribuita in Giappone il 24 maggio 2018. I giocatori possono accedere gratuitamente ai primi 15 minuti di gioco e continuare a giocarci successivamente acquistando un pass che consente gioco illimitato per 180 giorni.
Prima della sua pubblicazione ufficiale, il gioco è stato spesso paragonato a Silent Hills, di Konami, per via del gameplay e della visuale in prima persona. Capcom ha sostenuto che Resident Evil 7: Biohazard era in sviluppo da molto tempo prima dell'uscita del teaser giocabile di Silent Hills, negando di aver assunto il personale addetto allo sviluppo di quest'ultimo titolo per Resident Evil 7: Biohazard.

### Demo e trailer
Capcom ha pubblicato, il 13 giugno 2016 per PlayStation 4, il 9 dicembre per Xbox One e il 19 dicembre per Windows, Resident Evil 7 Teaser: The Beginning Hour, una demo in prima persona ambientata in una casa fatiscente dalla quale il personaggio giocante deve fuggire. A seconda delle azioni intraprese dal giocatore, la demo può avere tre finali diversi. A luglio 2016 The Beginning Hour ha registrato oltre 2 milioni di download. In concomitanza con l'uscita del primo trailer ufficiale del gioco, un aggiornamento della demo chiamato versione Twilight, che includeva nuove stanze, oggetti e rompicapo, è stato reso disponibile il 15 settembre 2016; un ulteriore aggiornamento, la versione Midnight, che includeva aree e oggetti aggiuntivi e un enigma relativo a un indovinello già presente dalla versione Twilight, è stato reso disponibile il 3 dicembre 2016. Capcom in seguito ha rivelato che The Beginning Hour era un'esperienza a sé stante e non un segmento del gioco. Un'altra demo, Lantern, è stata resa disponibile per i partecipanti alla Gamescom 2016; la demo vede come protagonista Mia, che si nasconde da un'anziana signora agitata con in mano una lanterna; quest'ultima è Marguerite Baker, menzionata per la prima volta in The Beginning Hour.
Shacknews ha notato somiglianze tra la trama della demo The Beginning Hour e quella di Sweet Home, videogioco del 1989 sviluppato da Capcom considerato un "precursore" di Resident Evil, mentre Eurogamer ha paragonato la demo Lantern a Alien: Isolation.

### Contenuti scaricabili

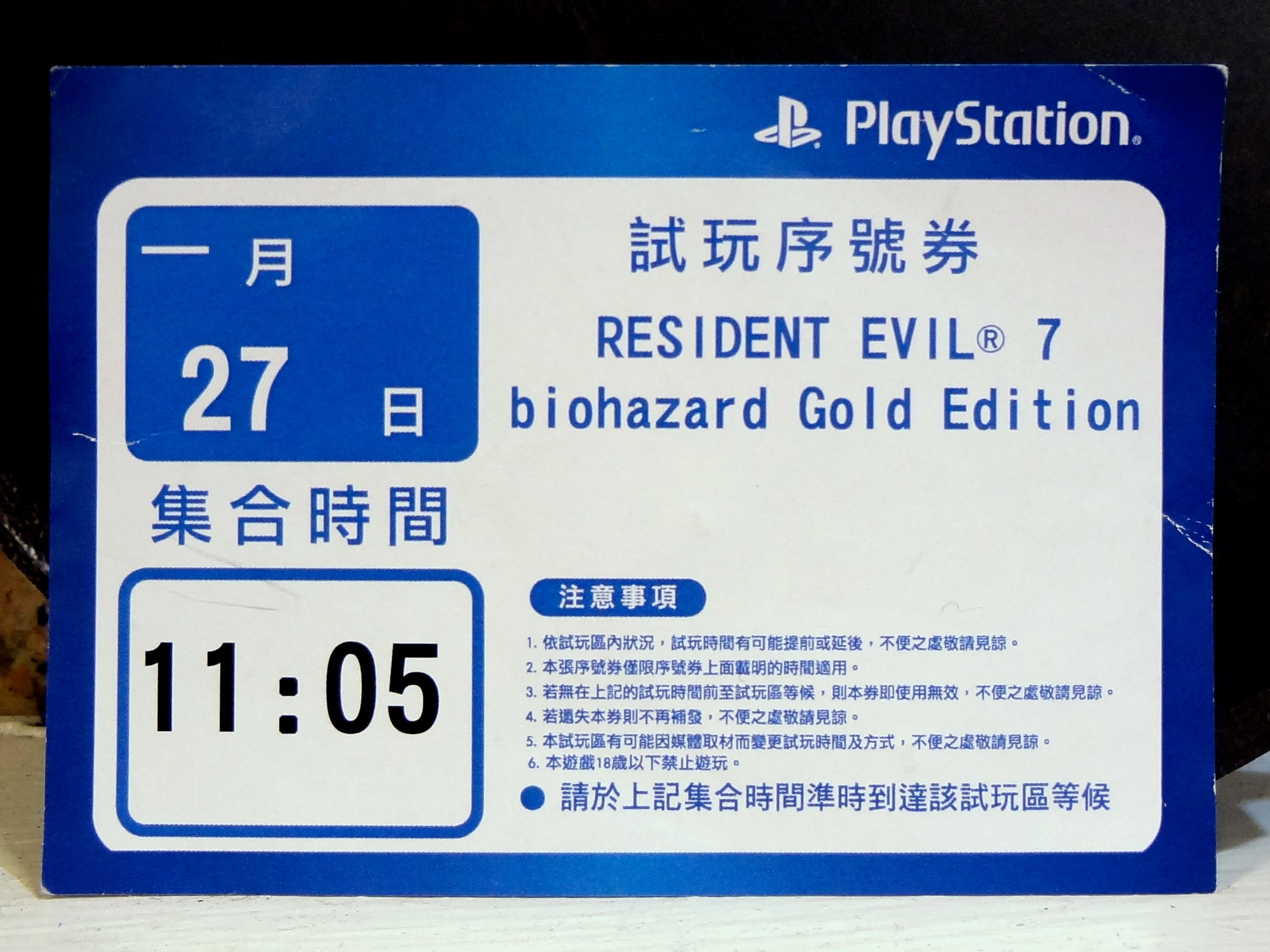
Biglietto di prova per la Gold Edition del gioco in taiwanese

Il 31 gennaio e il 14 febbraio 2017 sono stati rispettivamente pubblicati per PlayStation 4 due pacchetti per il gioco: Filmati confidenziali Volume 1, che include i minigiochi Incubo, La stanza e Ethan deve morire, e Volume 2, che invece include i minigiochi Ventuno e Cinquantacinquesimo compleanno di Jack e la mini campagna Figlie; il 21 febbraio 2017 sono stati pubblicati anche per Xbox One e Microsoft Windows. Nessun eroe, la cui uscita è stata rimandata al secondo trimestre del 2017, e La fine di Zoe sono stati pubblicati gratuitamente il 12 dicembre 2017. Lo stesso giorno dell'uscita di La fine di Zoe, Capcom ha pubblicato una Gold Edition che include il gioco principale e tutti i contenuti scaricabili pubblicati precedentemente.
Nell'espansione Incubo il giocatore impersona Clancy Javis, il quale viene rinchiuso nei sotterranei della casa principale dei Baker e deve cercare di sopravvivere fino all'alba combattendo contro ondate di micomorfi e affrontando anche Jack Baker; in La stanza il giocatore impersona Clancy Javis, il quale si ritrova ammanettato a un letto in una stanza della casa principale dei Baker e deve cercare di evadere da quest'ultima risolvendo enigmi e rompicapi, facendo anche attenzione a Marguerite Baker che viene a fargli visita ogni tanto e, se dovesse scoprire che Clancy si è alzato dal letto per tentare di fuggire, lo ucciderebbe; in Ethan deve morire il giocatore impersona Ethan Winters, il quale si ritrova nel giardino della tenuta dei Baker. L'uomo giunge nel soggiorno della casa principale e recupera la chiave per sbloccare la porta della serra e qui affronta e uccide Marguerite Baker nella sua forma mutata; in Ventuno il giocatore impersona Clancy Javis, il quale si ritrova intrappolato da un letale macchinario e costretto da Lucas Baker ad affrontare una mortale partita a blackjack contro un altro prigioniero, Hoffman; in Cinquantacinquesimo compleanno di Jack il giocatore impersona Mia Winters, la quale deve esplorare l'intera tenuta Baker per trovare cibo e bevande da portare a Jack Baker per il suo cinquantacinquesimo compleanno; la mini campagna Figlie si ambienta tre anni prima del gioco principale e il giocatore impersona Zoe Baker. Jack Baker trova Eveline nella palude circostante e la porta alla casa principale, chiedendo a Zoe di prendere dei vestiti puliti per la bambina, ma in quest'occasione Eveline fugge e infetta Marguerite, la quale a sua volta infetta Jack, che a sua volta infetta Lucas, trascinandolo in una stanza. A seconda delle scelte del giocatore durante la partita, il finale può assumere due risvolti differenti: Zoe esce dalla casa e raggiunge la roulotte col corpo incosciente di Mia con un biglietto, per poi venire addormentata e infettata da Eveline e risvegliarsi il giorno seguente con la famiglia che fa colazione. In alternativa, Zoe può accedere al garage e cercare di fuggire con l'automobile che si trova all'interno, per poi venire brutalmente stordita e infettata da Jack.

## Accoglienza

### Critica
| Testata                             | Versione          | Giudizio |
| ----------------------------------- | ----------------- | -------- |
| Metacritic (media al 29-6-2021)     | PS4               | 86/100   |
| Metacritic (media al 29-6-2021)     | XB1               | 86/100   |
| Metacritic (media al 29-6-2021)     | Windows           | 83/100   |
| Daily News                          | PS4               | 80/100   |
| Destructoid                         | PS4               | 10/10    |
| Digital Spy                         | PS4               | 10/10    |
| Edge                                | PS4               | 90/100   |
| Electronic Gaming Monthly           | PS4               | 5/5      |
| Escapist Magazine                   | PS4               | 4/5      |
| Eurogamer (ITA)                     | PS4               | 9/10     |
| Eurogamer (POL)                     | PS4               | 8/10     |
| Everyeye.it                         | PS4               | 9/10     |
| Forbes                              | PS4               | 8,5/10   |
| Game Informer                       | PS4               | 8,5/10   |
| GamePro (DEU)                       | PS4               | 88/100   |
| GamesRadar+                         | PS4               | 4,5/5    |
| GameRevolution                      | PS4               | 8/10     |
| GameSpot                            | PS4, XB1, Windows | 8/10     |
| Giant Bomb                          | PS4               | 4/5      |
| Hardcore Gamer                      | PS4               | 4/5      |
| Hobby Consolas                      | PS4               | 93/100   |
| IGN                                 | PS4, XB1          | 7,7/10   |
| IGN (ITA)                           | PS4               | 9,1/10   |
| IGN (ESP)                           | PS4               | 8,7/10   |
| International Business Times (GBR)  | PS4               | 4,5/5    |
| Multiplayer.it                      | PS4               | 9/10     |
| Official Xbox Magazine (GBR)        | XB1               | 8/10     |
| PC Gamer                            | Windows           | 90/100   |
| PlayStation Official Magazine (AUS) | PS4               | 9/10     |
| PlayStation Official Magazine (GBR) | PS4               | 9/10     |
| Polygon                             | PS4               | 9/10     |
| Slant Magazine                      | PS4               | 4/5      |
| The Daily Dot                       | PS4               | 10/10    |
| The Daily Telegraph                 | PS4               | 4/5      |
| The Games Machine                   | PS4               | 9/10     |
| The Guardian                        | PS4               | 5/5      |
| The Sydney Morning Herald           | XB1               | 80/100   |
| The Washington Post                 | PS4               | 50/100   |
| Time                                | PS4               | 2,5/5    |
| Yahoo! Finanza                      | PS4               | 4/5      |

Il gioco è stato accolto in maniera positiva, ricevendo delle recensioni ottime e delle valutazioni molto alte da parte della critica e dei revisori.
Secondo Zack Furniss di Destructoid Resident Evil 7: Biohazard "sembrava essere uno strano approccio occidentale alla serie di Resident Evil, ma ha superato le mie aspettative: non mi aspettavo che si avvicinasse così tanto alle radici della serie pur riuscendo ancora a offrire un po' di azione e controlli intuitivi", lodando la produzione, definendola "la migliore nei giochi Capcom", il sound design "meravigliosamente inquietante", il "ritmo magistrale", la trama, i personaggi e le ambientazioni, criticando però "i nemici poco vari" e "i boss leggermente deludenti", sostenendo che "la perfezione non esiste, ma Resident Evil 7 vi si avvicina". Digital Spy ha trovato il gioco "tanto geniale e spaventoso quanto brillante e sanguinario", elogiando "le meravigliose ambientazioni", "il ritmo e l'atmosfera tesa che richiamano le origini della serie" e i personaggi, ma criticando la brevità della campagna e "la scarsa diversificazione dei nemici". Electronic Gaming Monthly ha affermato che Resident Evil 7: Biohazard è "un pacchetto davvero terrificante che si rifà alle radici della serie e riesce a mescolare le caratteristiche dell'horror orientale e di quello occidentale", affermando che il gioco "è riuscito a reintrodurre la tensione tipica dei primi capitoli che da Resident Evil 6 era stata sostituita dall'azione", sostenendo che "il livello di dettaglio", "il ritmo lento e accattivante" e "l'ottima esperienza in realtà virtuale" lo rendono "il miglior capitolo della serie mai realizzato". Secondo Liz Finnegan di Escapist Magazine il gioco presenta "l'ambientazione più terrificante che io abbia mai visto da villa Spencer" e nonostante "i combattimenti con i boss non spettacolari ed enigmi dimenticabili, nessuna di queste cose toglie nulla all'atmosfera horror complessiva, al gameplay divertente e ai brillanti antagonisti che ami odiare", concludendo affermando che Resident Evil 7: Biohazard "è tutto ciò che la serie avrebbe dovuto essere fino a questo punto, e onestamente mi sarei accontentato di meno". Eurogamer ha affermato che "è difficile immaginare una miglior evoluzione di una serie storica soprattutto grazie allo sfondo deliziosamente strutturato e l'ambientazione orrorifica che invoglia i giocatori ad attendere i prossimi capitoli", affermando che "nonostante l'assenza dei tricipiti di Chris, i pettorali di Claire, le pistole fumanti di Jill e di quel doppio/triplogiochista di Wesker, Resident Evil 7: Biohazard è Resident Evil in ogni singola cellula"; seppur Eurogamer non abbia dato una valutazione al gioco, le edizioni italiana e polacca del sito gli hanno assegnato rispettivamente un punteggio di 9/10 e di 8/10.
Everyeye.it ha trovato Resident Evil 7: Biohazard "un gioco che conserva l'eredità della prima trilogia, un capolavoro, un viaggio infernale pieno di terrore e paura, con una storia di follia e ossessioni, spaventosa e viscerale, il lungo resoconto di una tortura fisica e mentale, il delirio allucinato di un contagio che non lascia scampo", affermando che il gioco "rappresenta uno stacco netto rispetto alle sue declinazioni più recenti, con personaggi, nomi, ambientazioni e atmosfere totalmente cambiati, ma senza sconfessare la sua tradizione più antica, mutuando l'impianto della prima trilogia". Secondo Game Informer Capcom "è riuscita a reinventare una serie storica e sebbene il settimo capitolo non raggiunga le vette di spettacolo e innovazione di Resident Evil 4, resta una gradita aggiunta alla serie sia in termini di gameplay che di tradizioni e un ottimo punto di ingresso per i neofiti". Secondo l'edizione tedesca di GamePro Resident Evil 7: Biohazard "rappresenta il punto di svolta di cui la serie tanto aveva bisogno, ma non riesce a raggiungere il grande successo" e che "sarebbe stato difficile scegliere un'ambientazione horror che fosse riuscita a trasmettere un costante senso di tensione e angoscia meglio della fatiscente villa Baker". GamesRadar+ ha definito il gioco come "un grande passo in avanti per la serie è un ottimo gioco horror a sé stante", apprezzando in particolare i personaggi e le ambientazioni e "la costante ansia che queste ultime riescono a trasmettere", ma lamentando "la poca profondità delle fasi finali di gioco e la scarsa costanza dei combattimenti contro i boss". GameRevolution ha trovato Resident Evil 7: Biohazard "un grande tripla A horror e orgoglio di Capcom, che è riuscita nell'impresa di riportare in vita Resident Evil dopo anni di crisi d'identità, anche se la serie ha perso parte del suo fascino nella transizione verso l'oscurità". GameSpot ha giudicato il gioco "un notevole successo che dal punto di vista horror è qualcosa di speciale, con una visione chiara che riesce a seguire con pazienza e precisione impressionanti", lamentando però "i combattimenti contro i boss leggermente incoerenti" e "alcune sezioni di gioco tagliabili". Secondo Giant Bomb il gioco "presenta la giusta quantità di colpi di scena e riesce a mantenere viva l'eredità storica della serie pur reinterpretandola in chiave moderna", aggiungendo che "anche se non raggiunge il livello di un elemento rivoluzionario del settore come Resident Evil 4, il settimo capitolo si piazza tra i migliori della serie".
Hardcore Gamer ha criticato il gioco per "le sue incongruenze", sostenendo che quest'ultimo "fatica a trovare un equilibrio tra l'essere un titolo puramente horror o uno che ricorda più il passato di Resident Evil, e la presentazione e la scrittura scadenti non aiutano. Eppure gran parte di ciò può essere facilmente perdonato o addirittura dimenticato perché immerge così bene il giocatore in un terrificante mondo di orrori grazie alla lucidatura, alle sequenze di combattimento inizialmente intense e alle numerose sequenze memorabili che vanno dalla semplice esplorazione ai grandiosi combattimenti contro i boss". La rivista spagnola Hobby Consolas ha trovato Resident Evil 7: Biohazard "un titolo che cambia direzione rispetto ai giochi precedenti e che ritorna alle sue basi di survival horror: risolvere gli enigmi, esplorare gli ambienti ed evitare i nemici invece di affrontarli", aggiungendo che "il gioco è fantastico anche per i nuovi arrivati ed è anche il miglior gioco che chiunque può provare su PlayStation VR". Chloi Rad di IGN ha affermato che Resident Evil 7: Biohazard "si basa su elementi che hanno reso grande il capostipite della serie pur continuando a concedersi un nuovo rischioso cambiamento di stile che aiuta e danneggia l'amata formula in egual misura" e che "il settimo capitolo rappresenta un gradito ritorno che spero davvero di vedere di più in futuro", assegnandogli un punteggio di 7,7/10, mentre le edizioni italiana e spagnola del sito hanno assegnato al gioco rispettivamente un punteggio di 9,1/10 e 8,7/10. Kotaku ha affermato che Resident Evil 7: Biohazard "può occasionalmente essere frustrante a causa di eccessivi combattimenti contro i boss e rompicapi paternalistici, ma rappresenta comunque un'esplosione spaventosa e violenta di un survival horror che dipinge un futuro luminoso per il franchise", definendolo "sanguinoso, teso ed emozionante" e aggiungendo che "il settimo capitolo è esattamente ciò di cui la serie aveva bisogno. Piena di terrore e ansia, la serie che ha dato il via a tutto si è finalmente ritrovata dopo decenni di vagabondaggio".
Secondo Multiplayer.it il gioco "ha centrato il suo obbiettivo poiché il giocatore rimane col desiderio di averne di più, sperando in qualche contenuto aggiuntivo di un gioco confezionato in maniera eccellente che ha permesso alla serie di ripartire; una ripartenza che ha in parte il sapore della novità, ma che allo stesso tempo porta con sé il gusto dei primi capitoli richiesto a gran voce dai fan", consigliando il gioco "sia a chi si avvicina per la prima volta alla serie, sia a chi ne ha sviscerato ogni capitolo". Riguardo al gioco, Andy Kelly di PC Gamer ha affermato che "non si tratta della reinvenzione drammatica che mi aspettavo, ma questo è un survival horror teso e raffinato con un'atmosfera brillantemente cupa e sudicia", definendolo "un sicuro tentativo di reinvenzione" e aggiungendo che "il modo in cui chiama a sé i capitoli della serie più vecchi, in particolare il primo, lo rende davvero fantastico" e che "quello che il gioco offre è un'esperienza horror snella e raffinata che prende in prestito elementi dalla sua eredità, ma non ha paura di trarre ispirazione anche dai giochi horror moderni. Perde qualcosa nell'atto finale e alcune delle battaglie contro i boss sembrano una sbornia dei vecchi tempi, ma per il resto questo è comodamente il miglior Resident Evil degli ultimi anni". Polygon ha affermato che Resident Evil 7: Biohazard "è un'evoluzione che si adatta perfettamente al mondo e al materiale sorgente creato da Capcom, anche se cambiamenti radicali come i personaggi o la visuale in prima persona potrebbero essere scoraggianti per i fan di lunga data", aggiungendo che "è difficile capire se Resident Evil 7 resisterà alla prova del tempo come Resident Evil o Resident Evil 4, ma indipendentemente da ciò, rimane un gioco eccellente che spinge la serie in degne nuove direzioni". Rock, Paper, Shotgun ha trovato Resident Evil 7: Biohazard "particolarmente incentrato sui suoi cattivi piuttosto che sulle loro vittime", aggiungendo che "si tratta di un gioco che sa spaventare l'utente, scioccarlo, strappargli una risata nervosa e fargli scuotere la testa incredulo, ma soprattutto che sa divertire", paragonando il gioco a media franchise horror come Venerdì 13, Halloween e Nightmare. Mirko Marangon di The Games Machine ha trovato che "Koshi Nakanishi sia riuscito a svecchiare il franchise di Resident Evil pur senza reinventarlo, portando a compimento un titolo che racchiude in sé i concetti di base dei survival horror, con riferimenti e meccaniche che hanno reso celebre una delle saghe videoludiche più longeve di sempre e ottenendo complessivamente un ottimo risultato".

### Vendite
Capcom aveva previsto che Resident Evil 7: Biohazard avrebbe venduto circa 4 milioni di unità entro aprile 2017. Giorni dopo l'uscita ufficiale del gioco, quest'ultimo aveva già venduto circa 2,5 milioni di copie, mentre le demo avevano superato 17,5 milioni di download. La cifra di spedizione ha influenzato il prezzo delle azioni di Capcom, che è sceso di oltre il 3% stando alla borsa di Tokyo. Secondo Chart-Track, Resident Evil 7: Biohazard è stato il videogioco più venduto nel Regno Unito durante la sua settimana di uscita, rivelandosi il terzo miglior debutto nella serie di Resident Evil dopo Resident Evil 5 (7,1 milioni di copie vendute) e Resident Evil 6 (6,6 milioni). Sono state vendute ulteriori 200 000 copie anche tramite Steam nello stesso periodo. Il gioco si è classificato al primo posto nelle classifiche di vendita giapponesi per la settimana terminata il 29 gennaio; il gioco ha venduto 187 306 copie su PlayStation 4, il 58,9% della sua spedizione iniziale. Resident Evil 7: Biohazard è stato il gioco più venduto negli Stati Uniti nel mese di uscita.
Il 1º febbraio 2017 Capcom ha comunicato ai suoi investitori che il gioco aveva recuperato il suo budget, rimanendo in testa alla classifica di vendite britanniche nella settimana successiva alla sua uscita e classificandosi come secondo videogioco più venduto negli Stati Uniti dopo For Honor. Ad aprile 2017, Resident Evil 7 aveva venduto più di 3,5 milioni di copie in tutto il mondo, al di sotto delle aspettative iniziali di Capcom di 4 milioni. Nel maggio 2017, Capcom ha fornito al gioco una previsione di vendita permanente di dieci milioni di unità, citando recensioni favorevoli, marketing e contenuti scaricabili come fattori maggiormente contribuenti. Il gioco è entrato nella classifica dei Capcom Platinum Titles, come uno dei titoli più venduti nella storia di Capcom. A settembre 2018, le vendite totali sono state 5,7 milioni, salite poi a 6 milioni a dicembre, 7,5 milioni a marzo 2020, 7,9 milioni entro giugno 2020, 8,3 milioni entro settembre 2020 e 8,5 milioni entro dicembre 2020. Al 31 marzo 2021, il gioco ha venduto 9 milioni di copie, mentre l'8 ottobre dello stesso anno è stato superato il muro delle 10 milioni di copie spedite ai rivenditori, con una media di 2 milioni di copie vendute l'anno.

### Riconoscimenti
| Anno | Premio                                                | Categoria                                                            | Risultato | Fonte           |
| ---- | ----------------------------------------------------- | -------------------------------------------------------------------- | --------- | --------------- |
| 2016 | Game Critics Awards                                   | Miglior gioco VR                                                     | Candidato | [ 151 ]         |
| 2016 | Golden Joystick Awards 2016                           | Gioco più desiderato                                                 | Candidato | [ 152 ]         |
| 2017 | Golden Joystick Awards 2017                           | Miglior gioco VR                                                     | Vincitore | [ 153 ] [ 154 ] |
| 2017 | Golden Joystick Awards 2017                           | Ultimate Game of the Year                                            | Candidato | [ 153 ] [ 154 ] |
| 2017 | Golden Joystick Awards 2017                           | Migliori prestazioni di gioco (Jack Brand)                           | Candidato | [ 153 ] [ 154 ] |
| 2017 | Ping Awards                                           | Miglior gioco internazionale                                         | Candidato | [ 155 ]         |
| 2017 | The Game Awards 2017                                  | Miglior direzione di gioco                                           | Candidato | [ 156 ]         |
| 2017 | The Game Awards 2017                                  | Miglior progettazione del suono                                      | Candidato | [ 156 ]         |
| 2017 | The Game Awards 2017                                  | Miglior gioco VR/AR                                                  | Vincitore | [ 156 ]         |
| 2018 | New York Game Awards 2018                             | Big Apple Award per Miglior gioco dell'anno                          | Candidato | [ 157 ]         |
| 2018 | New York Game Awards 2018                             | Coney Island Dreamland Award per il Miglior gioco in realtà virtuale | Vincitore | [ 157 ]         |
| 2018 | National Academy of Video Game Trade Reviewers Awards | Animazione, Tecnico                                                  | Candidato | [ 158 ] [ 159 ] |
| 2018 | National Academy of Video Game Trade Reviewers Awards | Direzione della telecamera in un motore di gioco                     | Candidato | [ 158 ] [ 159 ] |
| 2018 | National Academy of Video Game Trade Reviewers Awards | Progettazione dei controlli, VR                                      | Vincitore | [ 158 ] [ 159 ] |
| 2018 | National Academy of Video Game Trade Reviewers Awards | Direzione in un gioco                                                | Candidato | [ 158 ] [ 159 ] |
| 2018 | National Academy of Video Game Trade Reviewers Awards | Gioco, franchise d'azione                                            | Candidato | [ 158 ] [ 159 ] |
| 2018 | National Academy of Video Game Trade Reviewers Awards | Grafica, Tecnico                                                     | Candidato | [ 158 ] [ 159 ] |
| 2018 | National Academy of Video Game Trade Reviewers Awards | Prestazioni in un dramma, Supporto (Katie O'Hagan)                   | Candidato | [ 158 ] [ 159 ] |
| 2018 | National Academy of Video Game Trade Reviewers Awards | Effetti sonori                                                       | Vincitore | [ 158 ] [ 159 ] |
| 2018 | National Academy of Video Game Trade Reviewers Awards | Mixaggio del suono in realtà virtuale                                | Vincitore | [ 158 ] [ 159 ] |
| 2018 | National Academy of Video Game Trade Reviewers Awards | Utilizzo del suono, franchise                                        | Vincitore | [ 158 ] [ 159 ] |
| 2018 | Italian Video Game Awards                             | Scelta della gente                                                   | Candidato | [ 160 ]         |
| 2018 | Italian Video Game Awards                             | Gioco dell'anno                                                      | Candidato | [ 160 ]         |
| 2018 | SXSW Gaming Awards                                    | Eccellente in SFX                                                    | Candidato | [ 161 ] [ 162 ] |
| 2018 | SXSW Gaming Awards                                    | Realizzazione tecnica eccellente                                     | Candidato | [ 161 ] [ 162 ] |
| 2018 | SXSW Gaming Awards                                    | Gioco dell'anno VR                                                   | Vincitore | [ 161 ] [ 162 ] |
| 2018 | Game Developers Choice Awards                         | Miglior gioco VR/AR                                                  | Candidato | [ 163 ] [ 164 ] |
| 2018 | Game Audio Network Guild Awards                       | Miglior audio VR                                                     | Vincitore | [ 165 ]         |
| 2018 | Famitsu Awards                                        | Premio eccellente                                                    | Vincitore | [ 166 ]         |

Resident Evil 7: Biohazard ha vinto diversi premi ed è comparso in svariate classifiche, guadagnandosi il sesto posto nella lista dei 25 migliori giochi del 2017 su GamesRadar+ e il quinto posto su Business Insider. Vulture.com lo ha elencato tra i migliori videogiochi del 2017. L'edizione britannica di PlayStation Official Magazine ha classificato il gioco come il quarto miglior gioco per PlayStation VR, Entertainment Weekly lo ha classificato al terzo posto nella lista Migliori giochi del 2017, The Verge lo ha nominato nella lista 15 migliori giochi del 2017, Polygon lo ha classificato al quinto posto nella lista 50 migliori giochi del 2017, Electronic Gaming Monthly lo ha classificato al settimo posto nella lista 25 Migliori giochi del 2017, mentre Eurogamer lo ha classificato al quattordicesimo posto nella lista 50 migliori giochi del 2017. Ben "Yahtzee" Croshaw di Escapist Magazine lo ha nominato come il suo gioco preferito del 2017. Inoltre il gioco occupa il primo posto della categoria Miglior gioco VR nei Reader's Choice Best of 2017 Awards di Game Informer e ha ricevuto il premio Miglior gioco d'azione VR negli Action Game of the Year Awards 2017.

## Sequel
Nel 2017 Capcom ha annunciato di aver già avviato lo sviluppo del sequel diretto del videogioco, Resident Evil Village, il quale è stato pubblicato il 7 maggio 2021 per PlayStation 5, PlayStation 4, Xbox One, Xbox Series X/S, Microsoft Windows e Google Stadia. Village si ambienta tre anni dopo 7: Biohazard e segue nuovamente le vicende di Ethan Winters, che è stato da poco trasferito in Romania dai paramilitari della Blue Umbrella. Dopo un concatenarsi di brutali eventi che hanno visto coinvolta la moglie Mia e la figlia con lei avuta, Rosemary, Ethan si troverà ad affrontare creature bestiali antiche, dette lycan, e altri mostri in un superstizioso villaggio rurale.